# Кун, Александр Владимирович
Александр Владимирович Кун (17 февраля (1 марта) 1846 — 19 ноября (2 декабря) 1916) — генерал от артиллерии, начальник Тульского Императора Петра Великого оружейного завода с 4 октября 1892 года по 12 июля 1915 года.

## Биография
Потомственный дворянин. Уроженец Полтавской губернии. Общее и военное образование получил в 1-м Московском кадетском корпусе, который закончил в 1863 году. Затем окончил Михайловское артиллерийское училище. Выпущен подпоручиком в 1864 году. Направлен в 32-ю артиллерийскую бригаду. Затем был переведён в облегчённую батарею 11-й артиллерийской бригады в 1866 году.  Окончил Михайловскую артиллерийскую академию по 1-му разряду в 1869 году. Во время учёбы в академии получил чин штабс-капитана в 1868 году. По её окончании через год перевёлся в гвардейскую артиллерию с присвоением чина поручика гвардейской артиллерии.
Далее в процессе службы состоял в следующих должностях:
- Помощник заведующего Васильевским гильзовым отделом Петербургского патронного завода[6] (1871—1873).
- Начальник мастерской инструментального отдела Петербургского патронного завода (1873—1878).
- Помощник начальника инструментального отдела Петербургского патронного завода (1878—1882).
- Исправляющий должность председателя хозяйственного комитета Михайловско-Шостенского порохового завода[7] (1882—1883).
- Председатель приёмной комиссии  Тульского оружейного завода (1884—1889).
- Помощник начальника Тульского оружейного завода (1889—1892).
- Начальник Тульского Императора Петра Великого оружейного завода (1892—1915).

С именами А. В. Куна и его помощника по технической части Н. Н. Фёдорова связана выдающаяся эпоха в истории Тульского оружейного завода. Прежде всего —
начало  и дальнейшее производство легендарной 7,62-мм трёхлинейной винтовки образца 1891 года. Изготовление револьверов системы Нагана образца 1895 года и пулемётов Максима образца 1910 года. Находящаяся на территории завода Тульская оружейная школа и являющаяся его структурным подразделением, несомненно, была в поле пристального внимания А. В. Куна. Ведь она готовила оружейных мастеров — специалистов по ремонту оружия в войсках. Эти люди были очень востребованы в русской Императорской армии. Кроме того, они пополняли штаты всех оружейных заводов России.
А. В. Кун активно занимался общественной работой в Туле. Председательствовал в совете тульского отделения Императорского русского технического общества и правлении Тульского общества правильной охоты. Был действительным членом губернского статистического комитета и членом правления Общества земледельческих колоний и ремесленных приютов. А также состоял членом различных благотворительных учреждений и обществ: совета тульского отделения Попечительства Императрицы Марии Александровны о слепых, местного управления Российского общества Красного Креста, отделений Попечительств о трудовой помощи и домах трудолюбия.
Жена Любовь Ксаверьевна, уроженка Подольской губернии. Четверо детей: два сына и две дочери. Православного вероисповедания.
12 июля 1915 года А. В. Кун был уволен со службы по болезни с производством в чин генерала от артиллерии и удостоен Высочайшей благодарности. Но, уже 31 июля того же года он вновь был определён на службу из отставки с зачислением по Военному Министерству. В том же году убыл на вновь созданный Демиевский снарядный завод в Киеве.
Умер, предположительно, в Киеве.

Приказание по Тульскому Императора Петра Великого оружейному заводу. 20 ноября 1916 года.

Получена телеграмма о кончине 19 сего Ноября бывшего начальника завода Генерал от артиллерии А.В.Кунъ. Панихида назначается сего числа в церкви завода в 11 часов утра, на которой присутствовать всем г.г. офицерам, чиновникам и врачам. Форма одежды служебная. 
 Подлинное подписал Начальник завода Генерал-Майор Третьяков.
— Приказ командира  Тульского Императора Петра Великого оружейного завода П.П.Третьякова от 20 ноября 1916 года. 
Государственный архив Тульской области (ГАТО). Фонд № 187 «Тульский оружейный завод. 1712—1917 гг.», опись № 1, 
 дело № 8400 «С копиями приказов по заводу и другими распоряжениями на 1916 год», лист 229

## Производство в чинах
- В службу вступил 20 июня 1863 г.
- Подпоручик 23 мая 1864 года.
- Поручик полевой пешей артиллерии[13] 25 августа 1865 г.
- Штабс-капитан полевой пешей артиллерии 23 октября 1868 г.
- Поручик гвардейский 30 июля 1870 г.
- Штабс-капитан 8 апреля 1873 г.
- Капитан 30 августа 1875 г.
- Полковник 30 августа 1883 г.
- Генерал-майор 30 августа 1893 г.
- Генерал-лейтенант 29 марта 1909 г.
- Генерал от артиллерии 12 июля 1915 г.

## Награды
- Орден Святой Анны 3 степени, 1873 г.
- Орден Святого Станислава 2 степени, 1880 г.
- Орден Святой Анны 2 степени, 1885 г.
- Орден Святого Владимира 4 степени, 1888 г.
- Орден Святого Владимира 3 степени, 1891 г.
- Досрочное присвоение чина генерал-майора, 1893 г.
- Орден Святого Станислава 1 степени, 1896 г.
- Орден Святой Анны 1 степени, 1901 г.
- Орден Святого Владимира 2 степени, 1904 г.
- Досрочное присвоение чина генерал-лейтенанта, 1909 г.
- Орден Белого Орла, 1914 г.
- Присвоение чина генерала от артиллерии при выходе в отставку, 1915 г.
- Три медали:
  - Медаль «В память царствования Императора Николая I»
  - Медаль «В память царствования императора Александра III»
  - Медаль Красного Креста «В память русско-японской войны»
- Нагрудный знак «В память 200-летнего юбилея основания Императорского Тульского оружейного завода императором Петром I Великим»
- Нагрудный знак «В память 50-летнего состояния великого князя Михаила Николаевича в должности генерал-фельдцейхмейстера»[14]